# Brandýsek (nádraží)
Brandýsek je železniční stanice ve stejnojmenné obci v okrese Kladno. Leží v km 11,911 jednokolejné neelektrizované železniční trati Kralupy nad Vltavou – Kladno mezi  zastávkami Dřetovice a Kladno-Vrapice.

## Historie
Stanice byla vystavěna společnosti Buštěhradská dráha (BEB) ze směru z Kralupy nad Vltavou, kudy od roku 1850 procházela trať společnosti Severní státní dráha (NStB) spojující Prahu a Drážďany, do Kladna, pravidelný provoz zde byl zahájen 16. listopadu 1855.

## Popis stanice
Ve stanici byla postavena v roce 1855 výpravní budova, v roce 1860 východně od ní skladiště a nakládací rampa, ta končila u bývalé třídírny dolu Michael.

### Výpravní budova
Výpravní budovu navrhl inženýr Josef Chvála (1826–1872), asistent inženýra Josefa Kresse, který vypracoval projekt dráhy z Kralup do Kladna a vedl její realizaci. Dvoupodlažní budova se sedlovou střechou, orientovaná okapovou stranou (průčelí) do kolejiště, byla postavena v roce 1855 z kamenného zdiva. Průčelí členilo sedm okenních os, patra byla oddělena bohatě profilovanou kordonovou římsou. V přízemí byla pásová bosáž s naznačenými klenáky nad dveřmi a okny, které měly půlkruhové záklenky. V patře byla okna obdélná v jednoduchých šambránách s parapetní římsou. Z kralupské strany byl koncem 19. století přistavěn zděný přístavek, který nahradil dřevěné skladiště. Později byl přistaven přízemní zděný přístavek i na kladenské straně, který byl při rekonstrukci budovy v roce 2020 ubourán.  Původní architektonické členění včetně půlkruhových zakončení oken a vchodů bylo pozdějšími úpravami odstraněno.

### Skladiště
V východně od výpravní budovy byla v roce 1860 postaven překladiště z lomového kamene podle projektu Josefa Chvály. Objekt sloužil blízkému dolu Michael jako přestupní hala a skladiště. Po zániku dolu byl rekonstruován na bytový dům. Skladiště bylo památkově chráněno od roku 1958. Vzhledem k pozdějším přestavbám objekt ztratil charakter kulturní památky a jeho památková ochrana byla v roce 1992 zrušena.
Skladiště byla patrová stavba se sedlovou střechou postavena na půdorysu obdélníku. Na jižní straně byl vchod s půlkruhovým zakončením. Na severní straně byly dva vjezdy s půlkruhovými záklenky, později zazděné. V patře byla okna s půlkruhovým zakončením. Stropy byly trámové. později omítnuté. V patře původní vysoké stropy byly sníženy.